# فودياني (زابوريزكا)
فودياني (Водяне) هي مدينة في مقاطعة زابوريزكا في أوكرانيا.
يبلغ عدد سكانها حوالي 5615   نسمة.